# Estação Lumiar
Lumiar é uma estação do Metropolitano de Lisboa. Situa-se no concelho de Lisboa, em Portugal, entre as estações Ameixoeira e Quinta das Conchas da Linha Amarela. Foi inaugurada a 27 de março de 2004 em conjunto com as estações Odivelas, Senhor Roubado, Ameixoeira, e Quinta das Conchas, no âmbito da expansão desta linha a Odivelas.

## Descrição
Esta estação está localizada no Largo da República da Turquia, entre a Estrada da Torre e a Rua Cordeiro Ferreira, possibilitando o acesso ao Palácio do Monteiro-Mor, ao Museu Nacional do Traje e ao Museu Nacional do Teatro. O projeto arquitetónico é da autoria do arquiteto Dinis Gomes e as intervenções plásticas dos artistas plásticos António Moutinho, Marta Lima e Susete Rebelo. À semelhança das mais recentes estações do Metropolitano de Lisboa, está equipada para poder servir passageiros com deficiências motoras, contando com vários elevadores e escadas rolantes que facilitam o acesso às plataformas.

## Acessos

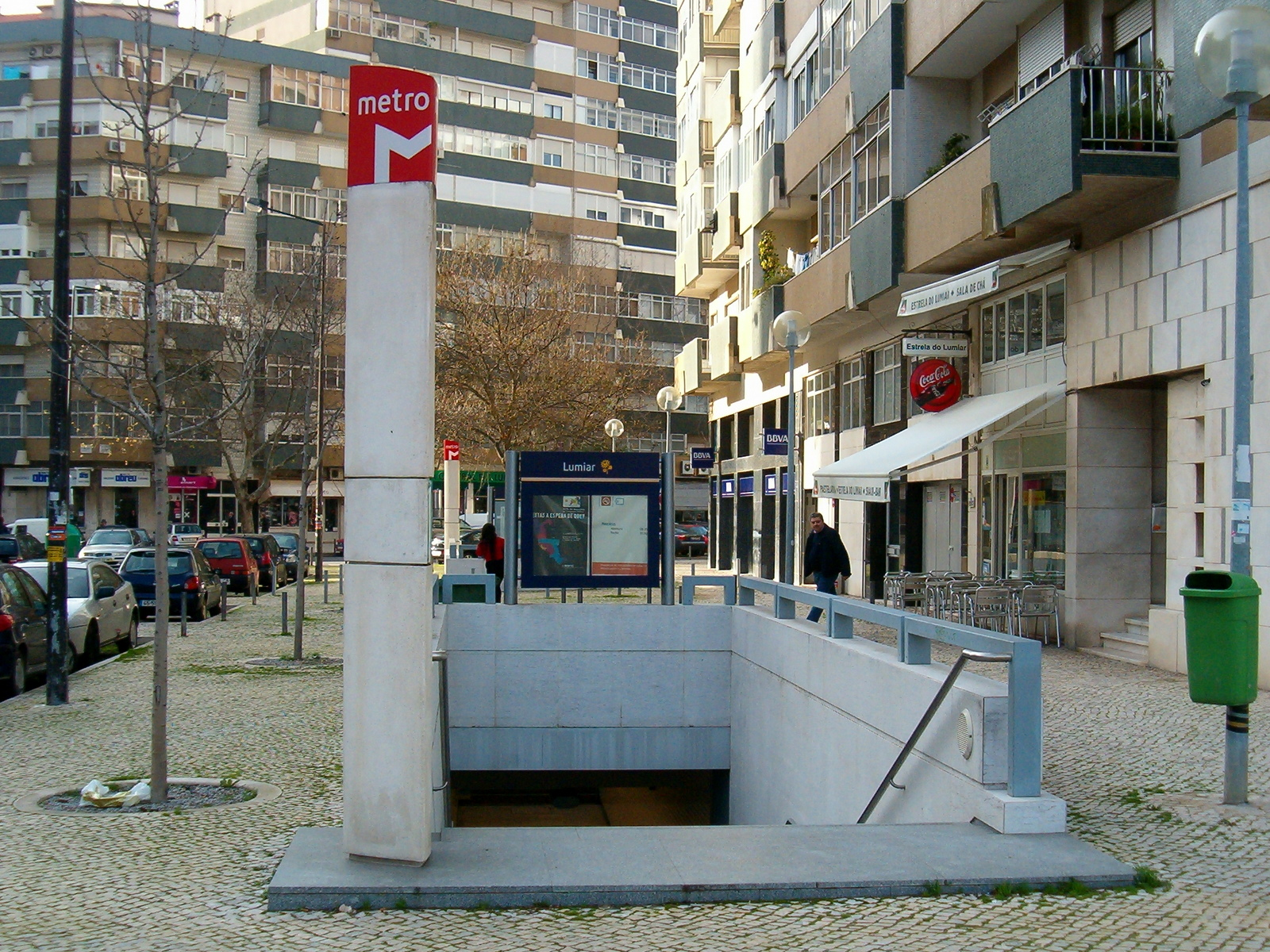
Um dos acessos da estação na Rua Cordeiro Ferreira (Acesso 4)

Esta estação conta com cinco acessos pedonais e um elevador entre o átrio e a superfície:
- Acesso 1 - está localizado no passeio norte da Estrada da Torre, próximo do entroncamento com a Rua da República do Paraguai. Está direcionado para nascente e conta com escadas pedonais.
- Acesso 2 - está localizado no passeio sul da Estrada da Torre, próximo do entroncamento com a Rua da República do Paraguai. Está direcionado para poente e conta com escadas pedonais.
- Acesso 3 - está localizado no passeio norte da Rua Cordeiro Ferreira, próximo do entroncamento com a Rua da República do Paraguai. Está direcionado para poente e conta com escadas pedonais.
- Acesso 4 - está localizado no passeio norte da Rua Cordeiro Ferreira, próximo do entroncamento com o Largo da República da Turquia. Está direcionado para nascente e conta com escadas pedonais.
- Acesso 5 - está localizado no passeio sul da Rua Cordeiro Ferreira, próximo do entroncamento com a Rua da República do Paraguai. Está direcionado para poente e conta com escadas pedonais.
- Elevador - está localizado no topo norte do Largo da República da Turquia, direcionado para nascente.